# Kodeks 055
Kodeks 055 (Gregory-Aland no. 055) – grecki kodeks uncjalny Nowego Testamentu, paleograficznie datowany na XI wiek, co sprawia że, jest to jeden z najpóźniejszych kodeksów uncjalnych.

## Opis
Pisany jest bardzo specyficzną, piękną semi-uncjałą, określaną przez jednych jako pismo majuskułowe, przez innych natomiast, jako pismo minuskułowe. Jest znakomitym przykładem przechodzenia z majuskuły na minuskułę. Kształt liter jest niepowtarzalny.
Kodeks stanowiony jest przez 303 pergaminowych kart (26 na 19,5 cm), z tekstem czterech Ewangelii.
Tekst pisany jest jedną kolumną na stronę, 37 linijek w kolumnie. Tekst ewangelii jest niepełny, opatrzony komentarzem. Kolejność komentarzy następuje według porządku zachodniego: Mateusz, Jan, Łukasz, Marek. Komentarze do dwóch pierwszych ewangelii są autorstwa Chryzostoma, komentarz do Marka jest autorstwa Wiktoryna, komentarz do Łukasza jest autorstwa Tytusa z Bostry.
Pierwotnie był klasyfikowany jako minuskuł 309. W istocie jest to komentarz. Traktowanie go jako rękopisu biblijnego jest dyskusyjne. Hermann von Soden nie włączył go do swego katalogu. Został jednak uwzględniony przez Gregory’ego, jako majuskułowy rękopis Nowego Testamentu, pod numerem 055 i dlatego pod takim symbolem pozostaje na liście rękopisów biblijnych INTF-u.
Grecki tekst kodeksu reprezentuje tekst bizantyjski, jednak Aland nie zaklasyfikował go do żadnej z pięciu kategorii. Nie był też badany metodą Claremont Profile Method.
Obecnie kodeks przechowywany jest we Francuskiej Bibliotece Narodowej (Gr. 201).
Jest jednym z nielicznych majuskułowych kodeksów NT nie cytowanych w wydaniach Novum Testamentum Graece Nestle-Alanda.